# Muskusachtarm
De muskusachtarm (Eledone moschata) is een octopus die voorkomt in de Middellandse Zee en een deel van de Atlantische Oceaan met name de Golf van Cádiz. De soort leeft op een modderige bodem op een diepte tussen 30 en 60 m.
De soort heeft een gladde, geelachtig oranjebruine huid en ruikt naar muskus. De soort heeft een rij zuignappen op de armen. De grootste gevonden muskus achtarm, een mannetje, had een mantellengte van 188 mm een totale lengte van 740 mm en woog 1.414 g. Het exemplaar werd gevangen in de Golf van Izmir (Golf van Smyrna) in de Egeïsche Zee. De gemiddelde lengte is 25-35 cm.
De soort voedt zich met kreeftachtigen onder andere: Maja squinado, Maja crispata, Macropodia rostrata, Macropodia longirostris, Pisa tetraodan, Dorippe lanata, Lisa chiragra, Lambrus angulifrons, Lambrus massena, Inachus dorsettensis, Carcinus aestuarii, Pachygrapsus marmoratus, Xantho poressa, Pilumnus hirtellus, Goneplax rhomboides, Pagurus prideaux, Ilia nucleus en Squilla mantis, de weekdieren Clamys varia, Mytilus galloprovincialis, Sepia orbigniyana, Illex coindeti en Alloteuthis subulata, en de vissen: Engraulis encrasicolus, Sardina pilchardus, Mullus barbatus, Diplodus annularis, Merluccius merluccius, Merlangius merlangus, Lepidotrigla cavillone, Trachurus trachurus en Trisopterus minutus .
```
en
```